# Léptines
Léptines (Leptinēs), político ateniense, Século IV a.C.
Em 369 a.C., apoiou a aliança Esparta-Atenas.
Em 356 a.C., propôs severa redução dos juros da renda pública (ateleiai), o que lhe valeu severa crítica de Demóstenes (Oração XX).